# 羅麗莎
羅麗莎（Losa Law，1969年1月30日—） 香港商人，TLC Group創辦人，前亞洲小姐冠軍。
羅麗莎1998年參選亞洲小姐，獲得冠軍。之後與香港煙草何英傑長孫何柱國傳出緋聞，並淡出娛樂圈，在何柱國照顧下開設傢具店等生意。

## 電視劇（亞洲電視）
- 1999年 《英雄之廣東十虎》 飾 何四鳳

## 電影
- 1984年1月26日《最佳拍檔之女皇密令》， 飾 六嬸女兒，因六嬸有事而代班，到光頭佬家幫傭（片尾排名第2順位）
- 1999年5月1日《陰魂不散》， 飾 何華超女友，察覺其角色有古怪
- 2000年8月25日《古惑夕陽紅》， 飾 呂良偉女友

| 前任： 韓君婷 | 亞洲小姐競選冠軍 1998年 | 繼任： 樓茜妮 |